# Steengrub
De Steengrub is een droogdal of grub in het noordelijk deel van het Heuvelland in de Nederlandse provincie Limburg, gelegen tussen Puth en Munstergeleen. Het dal heeft een lengte van circa drie kilometer en doorsnijdt het Plateau van Doenrade. Hij begint in het Putherveld aan de oostelijke rand van Puth op een hoogte van circa 100 meter boven NAP en loopt noordwaarts af richting het Geleenbeekdal ten zuiden van Sittard. Het bovenste gedeelte van het dal is vrij breed en loopt relatief vlak af. Halverwege sluit de kleinere Wanenberggrub aan waarna hij smaller wordt en steiler afloopt. Aan de voet van de Schelberg eindigt het dal op circa 65 meter boven NAP.

## Geologie
De Steengrub is ontstaan in de laatste ijstijd (het Weichselien) door afstromend smeltwater. Het smeltwater heeft gedurende tienduizenden jaren een lange, brede sleuf uitgesleten door het Plateau van Doenrade richting het huidige Geleenbeekdal.
De Steengrub doorsnijdt het plateau bijna volledig van zuid naar noord en scheidt bijgevolg het ten westen gelegen Stammenderveld af van de ten oosten gelegen Lippenberg en Wanenberg. Aan weerszijden van het dal zijn steile hellingen ontstaan die tot maximaal 35 meter omhoog reiken naar het plateau. De Hondskerk is een hellingbos dat ontstaan is op een van deze hellingen.
Door het dal loopt het Steengraafpad, een holle weg die ten tijde van regenval veel regenwater van het plateau afvoert naar de Geleenbeek. Om deze holle weg te ontlasten zijn er door het waterschap Roer en Overmaas twee regenwaterbuffers boven aan de weg aangelegd. Door middel van een gegraven watergang, de Vloedgraaf door het Daal, worden de hogere gebieden afgewaterd.